# Béla Dömötör
Béla Dömötör (23 febbraio 1903 – 27 dicembre 1972) è stato un calciatore ungherese, di ruolo attaccante.

## Carriera

### Nazionale
Ha collezionato 2 presenze con la maglia della Nazionale.